# Адемо, Питер
Питер Оливасеун Адемо (англ. Peter Oluwaseun Ademo; род. 11 января 2003, Лагос, Лагос) — нигерийский футболист, полузащитник клуба «Шериф».

## Карьера

### «ДФК Дайнава»

#### Начало карьеры
В 2021 году футболист из нигерийского клуба «Реал Сапфир» перешёл в латвийский клуб «Даугавпилс», где стал выступать за молодёжную команду. В марте 2022 года футболист перешёл в литовский клуб «ДФК Дайнава» на правах арендного соглашения до конца сезона. Дебютировал за клуб 20 марта 2022 года в матче против клуба Бе1 НФА, выйдя на поле в стартовом составе. За сезон футболист отличился 7 забитыми голами в чемпионате, чемпионом которого по итогу и стал. В январе 2023 года футболист на правах свободного агента полноценно присоединился к литовскому клубу. Дебютный матч в литовском чемпионате сыграл 4 марта 2023 года против клуба «Хегельманн», выйдя на замену на 72 минуте. Первым в сезоне забитым голом за клуб отличился 29 апреля 2023 года в матче против клуба «Джюгас». Первую половину сезона футболист провёл как один из ключевых игроков литовского клуба.

#### Аренда в «Шериф»
В июне 2023 года футболист на правах арендного соглашения присоединился к молдавскому «Шерифу». В июле 2023 года футболист вместе с клубом отправился на квалификационные матчи Лиги чемпионов УЕФА. Дебютировал за клуб 12 июля 2023 года в матче против румынского «Фарула». В ответном матче 18 июля 2023 года футболист отличился дебютным забитым голом и вместе с клубом проёшл в следующий квалификационный раунд. В рамках второго квалификационного раунда футболист вместе с клубом уступил израильскому клубу «Маккаби» Хайфа по сумме матчей и выбыл в Лигу Европы УЕФА. Дебютный матч в молдавской Суперлиге сыграл 6 августа 2023 года против клуба «Петрокуб», выйдя на поле в стартовом составе. Вместе с клубом вышел в групповой этап Лиги Европы УЕФА, победив в рамках квалификаций белорусский БАТЭ и фарерский «КИ Клаксвик». Первым голом в чемпионате отличился 16 сентября 2023 года в матче против клуба «Флорешты». Первый матч в групповом этапе Лиги Европы УЕФА сыграл 21 сентября 2023 года против итальянской «Ромы». По итогу группового этапа Лиги Европы УЕФА футболист вместе с клубом занял итоговое последнее место и завершил своё выступление на еврокубковом турнире, однако сам футболист большую часть матчей пропустил из-за травмы.

## Достижения
«ДФК Дайнава»
- Победитель Первой лиги: 2022